# Francis Garnier (contre-torpilleur)
Pour les articles homonymes, voir Francis Garnier (homonymie).
Le Francis Garnier est l’un des douze contre-torpilleurs de classe Bouclier construits pour la marine française dans la première décennie du XXe siècle.

## Conception
La classe Bouclier a été conçue selon une spécification très générale et les navires différaient de diverses manières. Les navires avaient une longueur de 74 à 78,3 mètres, une largeur de 7,6 à 8 mètres et un tirant d'eau de 2,9 à 3,1 mètres. Conçu pour déplacer 800 tonnes métriques, le Francis Garnier avait un déplacement de 692 tonnes à charge normale. Son équipage comptait entre 80 et 83 hommes.
Le Francis Garnier était propulsé par une paire de turbines à vapeur Parsons, chacune entraînant un arbre d'hélice utilisant de la vapeur fournie par quatre chaudières à tubes d'eau. Les moteurs ont été conçus pour produire 13000 chevaux (9700 kW) et une vitesse de 30 nœuds (56 km/h). Le Francis Garnier a atteint 29,4 nœuds (54,4 km/h) lors de ses essais en mer. Les navires transportaient suffisamment de mazout pour leur donner une autonomie de 1200 à 1600 milles marins (2200 à 3000 km) à une vitesse de croisière de 12 à 14 nœuds (22 à 26 km/h).
L’armement principal des navires de la classe Bouclier se composait de deux canons de 100 millimètres modèle 1893 dans des affûts simples, un à l’avant et un à l’arrière des superstructures, et de quatre canons de 65 millimètres modèle 1902 répartis au milieu du navire. Ils étaient également équipés de deux affûts jumeaux pour des tubes lance-torpilles de 450 millimètres au milieu du navire.
Pendant la Première Guerre mondiale, un canon antiaérien de 45 millimètres ou 75 millimètres, deux mitrailleuses de 8 millimètres et huit ou dix grenades anti-sous-marines de type Guiraud ont été ajoutés aux navires, la surcharge réduisant leur vitesse maximale à environ 26 nœuds (48 km/h).

## Carrière
Le Francis Garnier est commandé aux Chantiers et Ateliers Augustin Normand au Havre et lancé le 1er octobre 1912. Le navire a été achevé l’année suivante. Il a été désigné comme « torpilleur d’escadre » le 14 mars 1913 et a effectué ses essais en mer à Cherbourg en 1913. Il est armé définitivement le 9 février 1914,.
En août 1914, au début de la Première Guerre mondiale, il est affecté à la 2ème escadre légère et rejoint l'escadre de la mer du Nord. En octobre 1914, il est mis momentanément à la disposition du général Ferdinand Foch pour s’opposer à la poussée allemande vers Calais, avec les autres grands torpilleurs. Le 25 novembre 1914, il est affecté à la division des patrouilleurs de la mer du Nord. Le 1er décembre 1914, avec l'Aventurier et l'Intrépide, il participe au bombardement des batteries côtières allemandes établies à l’est de l’Yser. Il rejoint ensuite la 1ère escadrille des torpilleurs d’escadre de la Manche. En 1916, il participe à l’opération anglaise de blocus des côtes de Belgique. A la fin de l’année 1917, il est affecté à Dunkerque. En 1919, il rejoint la division navale de la mer Baltique. En 1920, il quitte définitivement les mers froides et est affecté à Toulon. Il est utilisé en 1925 pour des essais de citernes stabilisatrices. Désarmé le 10 février 1926, il est condamné et vendu pour démolition,,.